# Mortimer von Suckow
Bodo Karl Emil Gustav Wilhelm Mortimer von Suckow (* 24. April 1854 in Ludwigslust; † 26. November 1936) war ein sächsischer Generalleutnant.

## Leben

### Herkunft
Mortimer entstammte der I. Linie des Adelsgeschlechts von Suckow. Er war ein Sohn des mecklenburgischen Rittmeisters Woldemar von Suckow (1822–1860) und dessen Ehefrau Alexandrine, geborene Freiin von Maltzahn (1833–1895).

### Militärkarriere
Suckow trat am 28. September 1874 als Avantageur in das 13. Jäger-Bataillon der Sächsischen Armee in Meißen ein. Nach Beförderung zum Fähnrich 1875 und zum Sekondeleutnant 1876 blieb er die nächsten Jahre im Bataillon, auch nach dem Bezug der neuen Garnison in Dresden im Jahre 1882. Er wurde 1883 zum Premierleutnant befördert. Unter Beförderung zum Hauptmann wurde Suckow am 20. August 1889 als Chef der 5. Kompanie in das 2. Grenadier-Regiment Nr. 101 „Kaiser Wilhelm, König von Preußen“ versetzt und konnte in dieser Eigenschaft das Königsabzeichen erschießen. 1896 erhielt er die Erlaubnis zur Annahme des Ritterkreuzes I. Klasse des Friedrichs-Ordens.
Mitte November 1898 wurde Suckow seinem Regiment aggregiert und zum überzähligen Major befördert. Ende März 1899 folgte seine Versetzung als Kommandeur des I. Bataillons in das 6. Infanterie-Regiment Nr. 105 „König Wilhelm II. von Württemberg“ nach Straßburg. Unter Enthebung von dieser Stellung trat er Ende April zum Regimentsstab über und avancierte im Herbst zum Oberstleutnant. Mit der Beförderung zum Oberst erfolgte am 8. Dezember 1905 seine Ernennung zum Kommandeur des 13. Infanterie-Regiment Nr. 178. Daran schloss sich am 23. März 1910 eine Verwendung als Generalmajor und Kommandeur der 5. Infanterie-Brigade Nr. 63 an. König Friedrich August III. zeichnete Suckow mit dem Komtur II. Klasse seines Verdienst- und Albrechts-Ordens aus. Außerdem erhielt er die Erlaubnis zur Annahme des Preußischen Kronen-Ordens II. Klasse mit dem Stern. In Genehmigung seines Abschiedgesuches wurde Suckow am 17. Februar 1913 unter Verleihung des Charakters als Generalleutnant und der Erlaubnis zum Tragen seiner Uniform mit Pension zur Disposition gestellt.
Er wohnte seit 1914 auf dem Schloss Albrechtsberg in Dresden. Mit Ausbruch des Ersten Weltkrieges wurde Suckow als z.D.-Offizier und Kommandeur der 45. Reserve-Infanterie-Brigade wiederverwendet. Er nahm an der Schlacht an der Marne teil, musste aber wegen einer schweren Erkrankung während der folgenden Stellungskämpfe sein Kommando abgeben und war seitdem Kurgast in Weißer Hirsch. Auch nach Kriegsende lebte Suckow aus gesundheitlichen Gründe sehr zurückgezogen. Er war Rechtsritter des Johanniterordens.

### Familie
Suckow heiratete am 2. Mai 1882 in Gröba Katharina von Kommerstädt (* 1858). Aus der Ehe gingen die Töchter Luise (* 1884) und Elisabeth (*/† 1885) hervor.